# Mark Greig
Mark Greig (* 25. Januar 1970 in High River, Alberta) ist ein ehemaliger kanadischer Eishockeyspieler, der neun Spielzeiten in der National Hockey League und vier in der Deutschen Eishockey Liga verbracht hat.

## Karriere
Von 1986 bis 1990 spielte Mark Greig in der Western Hockey League für die Calgary Wranglers und die Lethbridge Hurricanes. Mit 20 Jahren debütierte er im Profiteam der Springfield Indians in der AHL. Zum ersten Mal in der NHL spielte er 1991 kurz nachdem er beim NHL Entry Draft 1990 durch die Hartford Whalers schon in der ersten Runde an insgesamt Position 15 ausgewählt worden war. In den nächsten zehn Jahren spielte er regelmäßig sowohl in den Minor Leagues als auch in der NHL. Seine persönlich beste Saison spielte er 2000/01 als Top-Scorer (88 Scorer-Punkte) bei den Philadelphia Phantoms in der AHL und mit zwei Scorerpunkten in sieben NHL-Spielen für die Philadelphia Flyers.

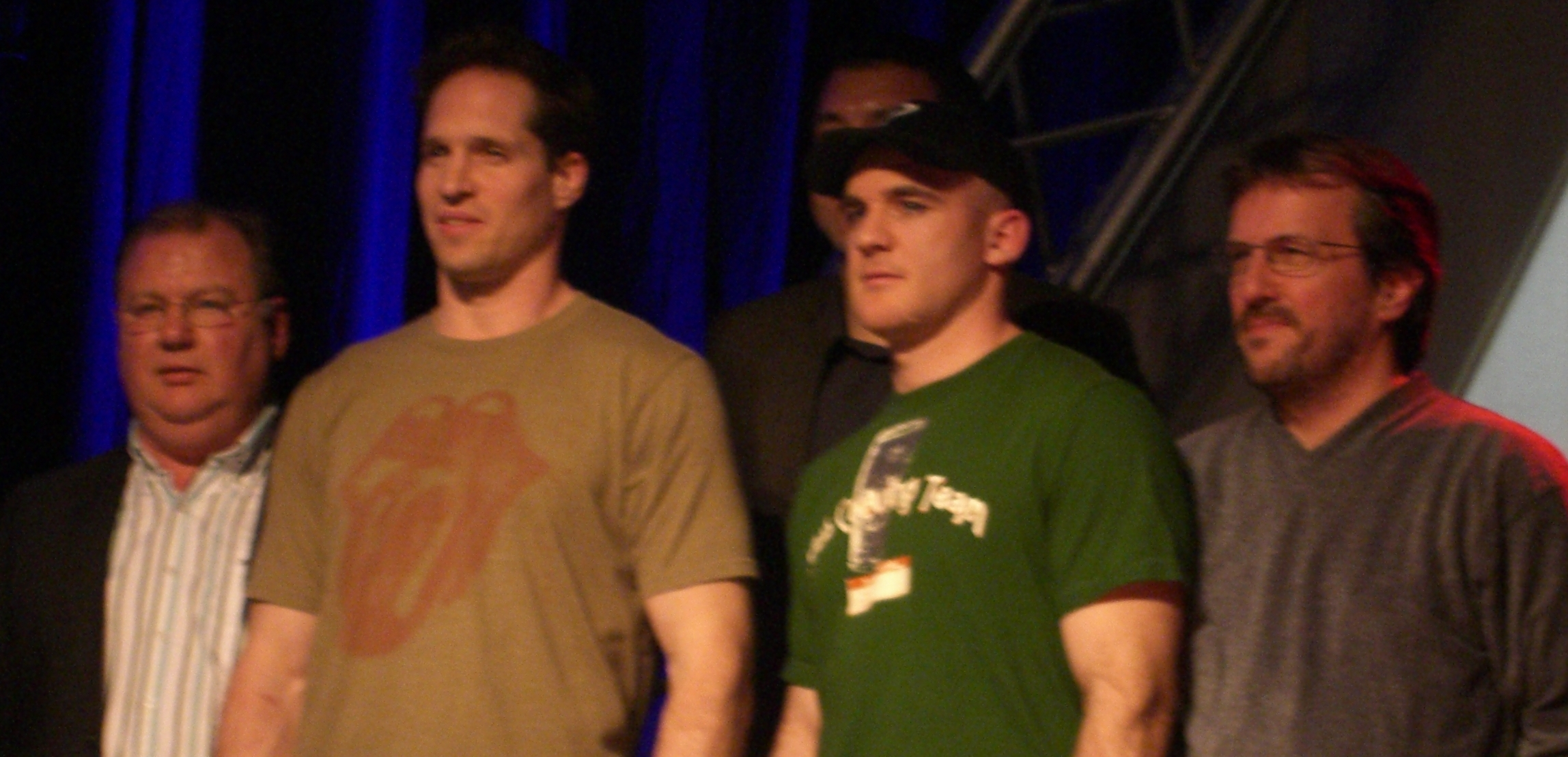
Mark Greig (2.v.l.) mit Brad Purdie (2.v.r.) bei der Saison-Abschlussfeier der Roosters 2007

Nach zwölf Profijahren in Nordamerika wechselte Greig zur Saison 2003/04 nach Deutschland zu den Hamburg Freezers, wo er sehr erfolgreich neben Brad Purdie spielte und am 24. Oktober 2004 sein 1000. Spiel bestritt. Im folgenden Jahr stand er im Kader des sportlichen Absteigers Kassel Huskies, in der Saison 2005/06 trug er das Trikot der Iserlohn Roosters, bei denen er wieder gemeinsam mit Brad Purdie auflief, und war dort einer der Leistungsträger im Sturm. Sein Vertrag wurde deshalb für die Saison 2006/07, in der er das Kapitänsamt übernahm, verlängert. Nach dieser Saison beendete Greig seine Profi-Karriere und nahm ein Angebot der Philadelphia Flyers an, um im Scouting-Bereich zu arbeiten.

## Erfolge und Auszeichnungen
- 1990 WHL East First All-Star Team
- 1991 Calder-Cup-Gewinn mit den Springfield Indians
- 2001 AHL First All-Star Team
- 2002 Teilnahme am AHL All-Star Classic

## Karrierestatistik
(Legende zur Spielerstatistik: Sp oder GP = absolvierte Spiele; T oder G = erzielte Tore; V oder A = erzielte Assists; Pkt oder Pts = erzielte Scorerpunkte; SM oder PIM = erhaltene Strafminuten; +/− = Plus/Minus-Bilanz; PP = erzielte Überzahltore; SH = erzielte Unterzahltore; GW = erzielte Siegtore; 1 Play-downs/Relegation; Kursiv: Statistik nicht vollständig)

## Familie
Mark Greig ist der jüngere Bruder von Bruce Greig, der in den 1970er Jahren unter anderem neun NHL-Spiele für die California Golden Seals absolvierte. Sein Sohn Ridly Greig wurde – wie der Vater – in der ersten Runde des NHL Entry Draft ausgewählt und spielt seit 2022 in der National Hockey League.